# GBU-8 HOBOS
GBU-8 HOming BOmb System (do 1981 roku bomba nosiła nazwę KMU 353A/B Mk 84 EO) – amerykańska bomba kierowana naprowadzana cel telewizyjnie opracowana w ramach programu Pave Strike przez firmę Rockwell International. Była to bomba burząca Mark 84 wagomiaru 2000 funtów wyposażona w zestaw KMU-353/B.
Pierwsza wersja bomby GBU-8 weszła do uzbrojenia US Air Force w 1969 roku. Po raz pierwszy użyto jej bojowo w 1972 roku w Wietnamie. Zaatakowano wtedy przy ich pomocy most Thanh Hoá. W tym samym 1972 roku bombę zmodernizowano wyposażając ją w autopilota kierującego bombą w początkowym i środkowym okresie lotu. Pod koniec lat 70. bomba przeszła kolejną modernizację. Zastąpiono wtedy głowicę telewizyjną, głowicą termowizyjną przejętą z pocisku AGM-65D Maverick dzięki czemu możliwe stało się atakowanie celów w nocy (zmodyfikowana bomba nosiła nazwę KMU-359A/B Mk 84 IR).
Sposób użycia bomby zależał od odległości od celu. Jeżeli cel był widoczny w chwili ataku na ekranie w kabinie samolotu operator poruszając położenie kamery pocisku naprowadzał na cel znacznik, a następnie zrzucał bombę. Bomba kierowana przez autopilota opadała w kierunku celu. Obraz z kamery był cały czas przekazywany na ekran w samolocie. Jeśli operator uzbrojenia zauważył, że bomba zgubiła cel mógł poruszając kamerą bomby ponownie wskazać cel. Ponieważ obraz z kamery był cały czas przekazywany, możliwa była natychmiastowa ocena przebiegu ataku. Jeśli atak był przeprowadzany z większej odległości bomba była zrzucana przed uchwyceniem celu przez układ samonaprawadzania. Operator uzbrojenia śledził następnie obraz przekazywany przez kamerę do momentu wzrokowego wykrycia celu. Dalsze etapy ataku wyglądały identycznie jak przy zrzucie z mniejszej odległości.
Bomby GBU-8 były używane do końca lat 80. Później zastąpiły je bomby GBU-15.